# Kushiro (Hokkaidō)

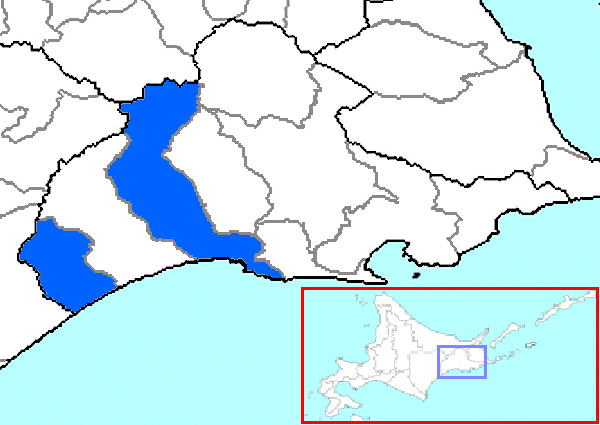
Localización de la ciudad de Kushiro en la suprefectura de Kushiro, Hokkaido.

Kushiro (釧路市 Kushiro-shi?) es una ciudad localizada al oeste de la subprefectura de Kushiro, Hokkaidō, al norte de Japón. Es la capital de la subprefectura y consiste en dos sectores separados por el distrito de Shiranuka. No hay que confundirlo con el distrito de Kushiro o el pueblo de Kushiro, que se encuentra al este de la ciudad. Tiene un área 1362,75 km² y una población de 189 539 habitantes (2008).

## Historia
Antiguamente los ainú llamaron el lugar Kusuri, pero en 1869 fue cambiado el nombre a Kushiro. En 1900 es ascendido a pueblo y en 1920 se convierte en ku, separándose del actual pueblo de Kushiro y en 1922 se convierte en ciudad.

## Clima
| Parámetros climáticos promedio de Kushiro (1991-2020) | Parámetros climáticos promedio de Kushiro (1991-2020) | Parámetros climáticos promedio de Kushiro (1991-2020) | Parámetros climáticos promedio de Kushiro (1991-2020) | Parámetros climáticos promedio de Kushiro (1991-2020) | Parámetros climáticos promedio de Kushiro (1991-2020) | Parámetros climáticos promedio de Kushiro (1991-2020) | Parámetros climáticos promedio de Kushiro (1991-2020) | Parámetros climáticos promedio de Kushiro (1991-2020) | Parámetros climáticos promedio de Kushiro (1991-2020) | Parámetros climáticos promedio de Kushiro (1991-2020) | Parámetros climáticos promedio de Kushiro (1991-2020) | Parámetros climáticos promedio de Kushiro (1991-2020) | Parámetros climáticos promedio de Kushiro (1991-2020) |
| Mes                                                   | Ene.                                                  | Feb.                                                  | Mar.                                                  | Abr.                                                  | May.                                                  | Jun.                                                  | Jul.                                                  | Ago.                                                  | Sep.                                                  | Oct.                                                  | Nov.                                                  | Dic.                                                  | Anual                                                 |
| ----------------------------------------------------- | ----------------------------------------------------- | ----------------------------------------------------- | ----------------------------------------------------- | ----------------------------------------------------- | ----------------------------------------------------- | ----------------------------------------------------- | ----------------------------------------------------- | ----------------------------------------------------- | ----------------------------------------------------- | ----------------------------------------------------- | ----------------------------------------------------- | ----------------------------------------------------- | ----------------------------------------------------- |
| Temp. máx. abs. (°C)                                  | 7.6                                                   | 7.9                                                   | 15.9                                                  | 23.5                                                  | 28.0                                                  | 32.4                                                  | 31.7                                                  | 31.1                                                  | 29.6                                                  | 22.9                                                  | 18.7                                                  | 12.4                                                  | 32.4                                                  |
| Temp. máx. media (°C)                                 | −0.2                                                  | -0.1                                                  | 3.3                                                   | 8.0                                                   | 12.6                                                  | 15.8                                                  | 19.6                                                  | 21.5                                                  | 20.1                                                  | 15.1                                                  | 8.9                                                   | 2.5                                                   | 10.6                                                  |
| Temp. media (°C)                                      | -4.8                                                  | −4.3                                                  | -0.4                                                  | 4.0                                                   | 8.6                                                   | 12.2                                                  | 16.1                                                  | 18.2                                                  | 16.5                                                  | 11.0                                                  | 4.7                                                   | −1.9                                                  | 6.7                                                   |
| Temp. mín. media (°C)                                 | −9.8                                                  | −9.4                                                  | −4.2                                                  | 0.7                                                   | 5.4                                                   | 9.5                                                   | 13.6                                                  | 15.7                                                  | 12.9                                                  | 6.1                                                   | -0.3                                                  | −7.0                                                  | 2.8                                                   |
| Temp. mín. abs. (°C)                                  | -28.3                                                 | -27.0                                                 | -24.8                                                 | -14.1                                                 | -4.6                                                  | -0.4                                                  | 3.3                                                   | 5.4                                                   | -2.2                                                  | -6.9                                                  | -15.2                                                 | -25.7                                                 | -28.3                                                 |
| Precipitación total (mm)                              | 40.4                                                  | 24.8                                                  | 55.9                                                  | 79.4                                                  | 115.7                                                 | 114.2                                                 | 120.3                                                 | 142.3                                                 | 153.0                                                 | 112.7                                                 | 64.7                                                  | 56.6                                                  | 1080                                                  |
| Nevadas (cm)                                          | 32                                                    | 27                                                    | 31                                                    | 7                                                     | 0                                                     | 0                                                     | 0                                                     | 0                                                     | 0                                                     | 0                                                     | 4                                                     | 26                                                    | 127                                                   |
| Días de lluvias (≥ 1 mm)                              | 4.8                                                   | 4.2                                                   | 6.3                                                   | 7.8                                                   | 9.2                                                   | 8.4                                                   | 9.4                                                   | 10.2                                                  | 9.6                                                   | 7.5                                                   | 6.9                                                   | 6.2                                                   | 90.5                                                  |
| Días de nevadas (≥ 1 mm)                              | 6.4                                                   | 6.5                                                   | 5.3                                                   | 1.5                                                   | 0.1                                                   | 0.0                                                   | 0.0                                                   | 0.0                                                   | 0.0                                                   | 0.0                                                   | 0.9                                                   | 4.4                                                   | 25.1                                                  |
| Horas de sol                                          | 186.7                                                 | 183.7                                                 | 200.8                                                 | 182.2                                                 | 177.5                                                 | 126.8                                                 | 118.9                                                 | 117.6                                                 | 143.9                                                 | 177.0                                                 | 167.6                                                 | 175.6                                                 | 1958.3                                                |
| Humedad relativa (%)                                  | 67                                                    | 69                                                    | 71                                                    | 77                                                    | 80                                                    | 87                                                    | 88                                                    | 87                                                    | 84                                                    | 76                                                    | 69                                                    | 67                                                    | 77                                                    |
| Fuente:                                               |                                                       |                                                       |                                                       |                                                       |                                                       |                                                       |                                                       |                                                       |                                                       |                                                       |                                                       |                                                       |                                                       |

| Parámetros climáticos promedio de Chippomanai (1991-2020) | Parámetros climáticos promedio de Chippomanai (1991-2020) | Parámetros climáticos promedio de Chippomanai (1991-2020) | Parámetros climáticos promedio de Chippomanai (1991-2020) | Parámetros climáticos promedio de Chippomanai (1991-2020) | Parámetros climáticos promedio de Chippomanai (1991-2020) | Parámetros climáticos promedio de Chippomanai (1991-2020) | Parámetros climáticos promedio de Chippomanai (1991-2020) | Parámetros climáticos promedio de Chippomanai (1991-2020) | Parámetros climáticos promedio de Chippomanai (1991-2020) | Parámetros climáticos promedio de Chippomanai (1991-2020) | Parámetros climáticos promedio de Chippomanai (1991-2020) | Parámetros climáticos promedio de Chippomanai (1991-2020) | Parámetros climáticos promedio de Chippomanai (1991-2020) |
| Mes                                                       | Ene.                                                      | Feb.                                                      | Mar.                                                      | Abr.                                                      | May.                                                      | Jun.                                                      | Jul.                                                      | Ago.                                                      | Sep.                                                      | Oct.                                                      | Nov.                                                      | Dic.                                                      | Anual                                                     |
| --------------------------------------------------------- | --------------------------------------------------------- | --------------------------------------------------------- | --------------------------------------------------------- | --------------------------------------------------------- | --------------------------------------------------------- | --------------------------------------------------------- | --------------------------------------------------------- | --------------------------------------------------------- | --------------------------------------------------------- | --------------------------------------------------------- | --------------------------------------------------------- | --------------------------------------------------------- | --------------------------------------------------------- |
| Temp. máx. abs. (°C)                                      | 6.6                                                       | 7.1                                                       | 14.0                                                      | 21.0                                                      | 29.3                                                      | 31.5                                                      | 30.6                                                      | 30.7                                                      | 27.0                                                      | 21.1                                                      | 15.7                                                      | 10.9                                                      | 31.5                                                      |
| Temp. máx. media (°C)                                     | −1.6                                                      | -1.7                                                      | 1.3                                                       | 6.1                                                       | 10.9                                                      | 14.1                                                      | 18.0                                                      | 19.9                                                      | 18.1                                                      | 13.4                                                      | 7.6                                                       | 1.5                                                       | 9.0                                                       |
| Temp. media (°C)                                          | -4.5                                                      | −4.7                                                      | -1.5                                                      | 2.8                                                       | 7.2                                                       | 10.8                                                      | 14.9                                                      | 16.9                                                      | 15.3                                                      | 10.7                                                      | 4.6                                                       | −1.6                                                      | 5.9                                                       |
| Temp. mín. media (°C)                                     | −7.9                                                      | −8.1                                                      | −4.5                                                      | 0.0                                                       | 4.3                                                       | 8.2                                                       | 12.5                                                      | 14.7                                                      | 12.8                                                      | 7.5                                                       | 1.2                                                       | −4.9                                                      | 3.0                                                       |
| Temp. mín. abs. (°C)                                      | -17.8                                                     | -17.7                                                     | -17.4                                                     | -8.3                                                      | -4.5                                                      | 0.5                                                       | 4.2                                                       | 7.5                                                       | 4.6                                                       | -1.5                                                      | -10.8                                                     | -13.9                                                     | -17.8                                                     |
| Precipitación total (mm)                                  | 21.7                                                      | 14.4                                                      | 42.5                                                      | 67.9                                                      | 98.8                                                      | 108.8                                                     | 130.2                                                     | 138.0                                                     | 166.0                                                     | 117.9                                                     | 63.4                                                      | 47.4                                                      | 1017                                                      |
| Días de lluvias (≥ 1 mm)                                  | 4.1                                                       | 3.7                                                       | 5.9                                                       | 8.5                                                       | 10.0                                                      | 9.9                                                       | 11.2                                                      | 11.5                                                      | 10.9                                                      | 8.6                                                       | 8.2                                                       | 6.5                                                       | 99                                                        |
| Horas de sol                                              | 192.1                                                     | 192.5                                                     | 209.9                                                     | 188.1                                                     | 180.2                                                     | 131.1                                                     | 112.6                                                     | 122.1                                                     | 144.5                                                     | 175.6                                                     | 174.0                                                     | 178.6                                                     | 2001.3                                                    |
| Fuente:                                                   |                                                           |                                                           |                                                           |                                                           |                                                           |                                                           |                                                           |                                                           |                                                           |                                                           |                                                           |                                                           |                                                           |

## Ciudades hermanadas
- Burnaby, Columbia Británica, Canadá.
- Jolmsk, Óblast de Sajalín, Rusia